# Гикевич, Рафал
Рафал Гикевич (пол. Rafał Gikiewicz; род. 26 октября 1987[…], Ольштын) — польский футболист, вратарь польского клуба «Видзев».

## Клубная карьера
Родился в Ольштыне. В июле 2008 года, стал игроком клуба «Ягеллония». В августе 2010 года был на сезон арендован «Стомиль». В январе 2011 году, присоединился стал игроком Шлёнск заключив контракт на 4,5 года.
В апреле 2014 года немецкий клуб «Айнтрахт Брауншвейг» объявил о подписании контракта с игроком до конца сезона 2014–15 годов. В августе 2016 года Гикевич стал игроком Фрайбурга.
В июне 2018 году, подписал двухлетний контракт с берлинским «Унионом,» сумма перехода составила 200 000 евро. 7 октября 2018 года Гикевич на 94-й минуте сравнял счет во встрече с «Хайденхайм» во Второй Бундеслиге. 1 июля 2020 года, он объявил о подписание контракт с клубом «Аугсбург».
22 июля 2023 года на правах свободного агента стал игроком турецкого клуба «Анкарагюджю». 12 августа в матче против «Касымпаша» он дебютировал в турецкой Суперлиге.
13 февраля 2024 года перешёл в лодзинский «Видзев».

## Карьера в сборной
В мае 2019 года, впервые получил вызов в национальную сборную Польши, для подготовки к отборочным матчам Евро-2020 против Северной Македонии и Израиля, но на поле не вышел.

## Личная жизнь
Двоюродный брат — польский футболист Лукаш Гикевич. Вегетарианец.

## Достижения
«Ягеллония»
- Обладатель Кубка Польши: 2009/2010

«Шлёнск»
- Чемпион Польши: 2011/2012
- Обладатель Суперкубка Польши: 2012